# Стенецкое
Стенецкое — деревня в Удомельском городском округе Тверской области.

## География
Деревня находится в северной части Тверской области на расстоянии приблизительно 11 км на север по прямой от железнодорожного вокзала города Удомля в 9,5 км севернее железной дороги Бологое-Рыбинск на правом берегу речки Съежа.

## История
Деревня была известна с 1783 года, тогда как владение каптенармуса Ивана Аракчеева. В 1859 году была владением помещиков Шрейдерса и Аракчеева. Здесь было учтено дворов (хозяйств): 12 (1859 год), 22 (1886), 19 (1911), 17 (1958), 15 (1986), 11 (2000). В советский период истории здесь действовали колхозы «Призыв Сталина», им. Калинина и «Знамя труда». До 2015 года входила в состав Порожкинского сельского поселения до упразднения последнего. С 2015 года в составе Удомельского городского округа.

## Население
Численность населения: 78 человек (1859 год), 122 (1886), 110 (1911), 53(1958), 36 (1986), 19 (русские 100 %) в 2002 году, 17 в 2010.